# 黑旗軍

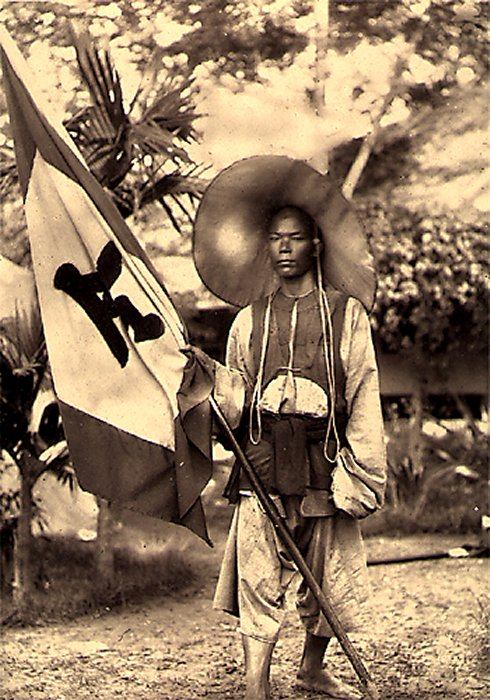
手持令旗的黑旗軍士兵

黑旗軍，是19世纪末的以钦州人刘永福为首的一支民间地方武装，其人數大約為三千人左右。該軍隊因指揮官劉永福喜用北斗七星黑旗为战旗，因以得名。
黑旗軍是19世紀末在清朝廣西地區成立，主要由廣西壯族士兵組成，在阮朝時期進軍越南。1873年越南皇帝阮福時请當時在越南保勝地區活動的劉永福領導的独立武装「黑旗军」勤王，黑旗軍正式加入阮朝參與對法戰爭，在紅河三角洲地區及其他各地活動參加武裝戰鬥。1874年阮福時皇帝任命劉永福為“三宣副提督”管理宣光、兴化、山西三省，以黑旗军阻止法軍北上。1885 年法國與中国簽訂中法新约後解散，但黑旗軍殘餘部隊仍繼續留在越南，進行反法國殖民主義的游擊活動 。

## 历史
1857年，年僅二十歲的劉永福在廣西投奔了三合會的起義軍，響應太平天國運動。但太平天國運動最終失敗，劉永福於1863年隨吳亞終（又名吳鯤）退往歸順州（今廣西靖西縣），為廣西提督馮子才所敗。1865年，劉永福又隨吳亞終逃往中國與越南邊境一帶，據守興化省水尾州保勝（今越南老街省）一帶，向越南阮朝投降。嗣德帝准其投降。吳亞終等人便在保勝建立根據地，開闢山林、耕地。劉永福召集三百名部將，以北斗七星為戰旗組建軍隊，成為黑旗軍的前身。
1868年，吳亞終反叛阮朝，攻打高平、北寧等地，成為阮朝在北圻的一大禍患。1871年，吳亞終在北寧陣亡，其部眾被阮朝剿撫使翁益謙擊潰。吳亞終的餘黨分為三部：以劉永福為首的黑旗軍據保勝；以黃崇英為首的黃旗軍據宣光省河杨；梁文利、盤文二為首的白旗軍據宣光省陆安州。不久，劉永福攻破陆安州，兼併了白旗軍，其部眾一度發展至六千餘人。
黑旗軍與黃旗軍勢力強大，當地百姓都向他們交稅。而劉永福與黃崇英一向不和，互相攻擊，攻打宣光、太原一帶，阮朝不能制之。嗣德帝任命段壽為總統北圻軍務，前往諒山，負責鎮壓；不久，段壽被另一位起義軍首領蘇國漢擒殺，震驚阮朝朝廷。嗣德帝又任命駙馬黃繼炎為諒平寧太統督軍務大臣，會同山西贊襄尊室說前去鎮壓。1871年，劉永福接受黃繼炎的建議，向阮朝上表投降。嗣德帝允許他率領黑旗軍繼續據守保勝之地，以抵禦盤踞在河杨地區的黃旗軍。
1873年，發生北圻變故，法國海軍大尉安鄴攻破了河內城，駐紮山西的黃繼炎奉命抵抗法軍。嗣德帝邀請劉永福率黑旗軍抵抗法軍。黑旗軍在紙橋之戰中擊敗法軍，擊斃安鄴。經歷了北圻變故之後，阮朝與法國簽訂《第二次西貢條約》，承認外國人可以在紅河流域自由貿易；但事實上，紅河上游被黑旗軍控制，外國人的貿易受到黑旗軍的阻攔。
1882年，法國海軍上校李威利以剷除黑旗軍為名義來到北圻，攻破河內、南定等地，拉開了北圻遠征的序幕。嗣德帝希望內以黑旗軍為援、外以清朝為援抗擊法國，便派范慎遹出使清朝求援，清朝派唐景崧、徐延旭出兵駐紮北圻。另一方面，奉黃繼炎之命，劉永福擔任先鋒，率黑旗軍駐紮懷德府。李威利率軍攻打懷德府，在紙橋被黑旗軍擊斃。這一戰震驚了法國，法國政府派南圻的波滑少將率兵前往北圻，攻打黑旗軍於望鄉。在三天的戰鬥之後，黑旗軍被迫退駐馮屯。波滑雖勝，但無力繼續攻打黑旗軍，向巴黎求援。
1883年，嗣德帝駕崩。協和帝即位之後，希望藉助法國之手除去專權的阮文祥、尊室說，便與法國簽訂《第一次順化條約》，該條約中規定越南受法國保護。法國提出願意出一百萬兩白銀給劉永福，希望他率黑旗軍離開保勝。但阮朝將這個條件轉告給劉永福時，劉永福斷然拒絕了這個要求，聲稱法國若希望得到這片土地，只能靠武力奪取。1884年，波滑少將攻打駐紮山西的清軍，拉開了中法戰爭的序幕。黑旗軍在這次戰鬥中增援清軍，但因法軍槍炮太猛，不得不棄城撤往山區。法軍發動攻勢，佔領了兴化、宣光一帶。
因清軍的節節潰敗，清廷屢次詔諭黑旗軍撤離保勝、回到清朝界內，但被劉永福拒絕。翌年，黑旗軍試圖奪回宣光，但與法軍激戰之後失利，被迫撤退。法軍攻打鎮南關，馮子才率清軍防禦，黑旗軍前往支援清軍，這次戰役就是著名的镇南关大捷。在黑旗軍的幫助下，清軍大勝，重傷法將尼格里，之后法军不战放弃谅山。清軍進佔諒山之後，黑旗軍與越南軍隊隨即攻取了興化、臨洮一帶，从根本上扭转了战争形势，致使法國總理茹费理内阁倒台。
《中法新約》簽訂後，清廷承認法國對越南的保護權，並命令黑旗軍撤離越南。劉永福率黑旗軍，隨唐景崧撤回清朝境內。但跟隨劉永福撤離的只有兩千人，其餘一千人由梁三奇率領，據守北圻的左朱，響應咸宜帝的勤王運動，與阮春傑（督極）、提僑（Đề Kiều）、阮善述、謝現等文紳起義軍互相聲援，繼續抗擊法國的殖民統治。留在越南的黑旗軍與泰族首領刁文持結為同盟，曾協助刁文持擊敗暹羅，攻破琅勃拉邦王國。直到1888年，文紳起義軍被黃高啟鎮壓，梁三奇向阮朝投降。
回到清朝境內的黑旗軍部眾，後跟隨劉永福，先後前往南澳鎮、石碣鎮赴任。清廷對黑旗軍十分猜忌，經過多年裁減，黑旗軍只剩下三四百名老兵，其餘遣散回鄉里。1894年，甲午战争爆發，劉永福奉清政府命令重新編組黑旗军，前往臺灣協防。臺灣巡撫唐景崧令其进驻台南。翌年清朝戰敗，將福建臺灣省割讓給日本。劉永福與臺灣士紳丘逢甲在臺策動獨立，成立臺灣民主國，擁立唐景崧為總統。在不久之後的乙未戰爭中，日军聯合部份傾日的臺灣人先遣分队，將黑旗軍击溃。隨後唐景崧棄職而走，刘永福帶領殘軍，在臺南自立為大總統。戰事失利後，化装乘英國籍輪船「塞里斯號」逃到廈門。失去了主帥的黑旗軍，在與日軍交戰中死者大半。在1895年日本正式完全取得在台殖民地之後，同年11月8日日軍向日本東京大本營報告「全島悉予平定」，隨後黑旗軍殘部被遣返回清朝，被清廷強制解散。
關於黑旗軍在臺灣的相關史料，仍能從部份的外國史料中找到一些端倪。1895年6月15日《倫敦畫報》（The Illustrated London News）中，描繪當時駐守打狗的黑旗軍在打狗港入口處放置水雷，以防日本軍艦進入，以及黑旗軍將軍劉永福視察打狗防禦工事的情形。繪圖雖然帶有部份想像，但也能表現出黑旗軍可能的樣貌。

## 活動年表
活動初期  反對清朝統治的武裝鬥爭。
- 1857年，曾參加太平天國起義的客家人劉永福率領200名士兵，參加廣西黃思宏為首的三合會。
- 1864年8月，太平天國在天京（今南京）瓦解。
- 1865年，清朝追捕太平天國叛亂殘餘，劉永福的黑旗軍移往越南東京（今河內）。
- 1867年，黑旗軍在保勝（今越南老街省保勝縣）擊敗清兵部隊。

中期活動  與法國軍隊的武裝鬥爭。
- 1873年，越南阮朝請求黑旗軍協助防禦入侵越南東京的法國軍隊。
- 1883- 1884年，法軍再次入侵（未宣戰）東京，黑旗軍應戰。

- 1884- 1885年，清法戰爭中，指揮官劉永福被越南皇帝任命為三宣副提督，黑旗軍擊敗入侵越南的法軍。大清帝國獲勝，命劉永福解散黑旗軍。

- 1887年，黑旗軍殘餘部隊入侵琅勃拉邦王國（位於今寮國北部）。

後期活動  對日軍的武裝鬥爭。
- 1894- 1895年，甲午戰爭中， 黑旗軍再次組成，成為劉永福指揮下的台灣民主國軍隊。在抵禦日軍戰鬥中，許多兵員陣亡，黑旗軍瓦解。

## 黑旗軍將領
- 劉永福
- 黃守忠
- 吳鳳典
- 楊著恩
- 梁三奇

## 流行文化
- 1982年麗的電視《大將軍》以黑旗軍為主題，劉永福由鄭雷飾演，王守忠（何家勁飾）是黑旗軍將領，羅新燕（文雪兒飾）是黑旗軍女將領，哈哈兒（蔣金飾）則是黑旗軍將士。
- 在1991年上映的由徐克导演、李连杰主演的黄飞鸿电影中，黄飞鸿被设定成一名黑旗军水军教头。
- 在1993年上映的由洪金寶导演、杨凡主演的一刀傾城电影中，大刀王五被设定成一名黑旗军大刀隊隊長。

## 腳註
1. 1 2  《越南史略》，374~375頁
2. 1 2  《越南通史》，616~617頁
3. ↑  《越南史略》，381頁
4. ↑  《越南史略》，391~393頁
5. ↑  《越南史略》，395頁
6. ↑  《越南通史》，621~622頁
7. ↑  《越南史略》，397~399頁
8. 1 2  《越南史略》，404~405頁
9. 1 2  《越南史略》，418~419頁
10. ↑  國立臺灣歷史博物館. . 斯土斯民展品列表 - 斯土斯民-臺灣的故事. 國立臺灣歷史博物館.   [2018-01-29]. （原始内容存档于2018-01-29）.